# Ulrich von Brockdorff-Rantzau
Ulrich von Brockdorff-Rantzau (Schleswig, 1869. május 29. – Berlin, 1928. szeptember 8.) diplomata, majd a weimari köztársaság külügyminisztere volt. A Párizs környéki békeszerződések szigorúságával nem értett egyet, ezért annak aláírása előtt lemondott. Ezt követően német nagykövetként a Szovjetunióval való kapcsolatok megszilárdításán fáradozott.

## Élete
Ulrich von Brockdorff-Rantzau 1869. május 29-én született Schleswig tartományban. 1912 és 1918 között a Német Birodalom követeként látott el diplomácia szolgálatot Koppenhágában. Az első világháború kitörése után támogatta Dánia semlegességre törekvő politikáját és sikeresen fenntartotta a német és a dán fél közötti kereskedelmi tevékenységet. 1919-ben a Párizs környéki békeszerződések során igazságosabb és kedvezőbb békefeltételeket szeretett volna elérni Németország számára.
Igyekezete azonban hiábavalónak bizonyult. Mivel kormányát nem tudta lebeszélni a versailles-i békeszerződés aláírásáról, ezért 1919 júniusában lemondott. 1922-ben kinevezték a weimari köztársaság nagykövetének a Szovjetunióba. Georgij Vasziljevics Csicserinnel közösen a német-szovjet kapcsolatok megszilárdítására törekedett a rapallói egyezmény szellemében. 1928. szeptember 8-án hunyt el Berlinben.